# Lucio Fulvio Gavio Numisio Emiliano
Lucio Fulvio Gavio Numisio Emiliano (latino: Lucius Fulvius Gavius Numisius Aemilianus; fl. 223-249) fu un senatore e un politico dell'Impero romano.
Di origine italica, apparteneva ad una famiglia patrizia: era figlio del console del 206, Lucio Fulvio Gavio Numisio Petronio Emiliano.
Fu questore e pretore candidato dell'imperatore, e sotto Alessandro Severo fu electus ad dilectum habendum per regionem Transpadanam. Nel 223 e nel 235 fu console suffetto, per poi esercitare il consolato ordinario nel 249. Fu pure pontefice.
Emiliano viene identificato col console del 249 in quanto il console del 244, Fulvio Emiliano, probabilmente suo fratello, difficilmente avrebbe potuto esercitare due consolati ordinari in appena sei anni.

### Fonti primarie
- CIL X, 3856
- AE 1913, 00219

### Fonti secondarie
- PIR ² F 540